# 周代祥
周代祥（1979年－），臺北人，畢業於輔仁大學宗教學系、格林威治大學藝術管理碩士。第一位在歐洲獲得國際獎項的臺灣魔術師。榮獲2009英國I.B.M.國際魔術大賽冠軍(British Ring Shield)  、最佳手法特別獎(Dittia Shield)  ，也是大會73年來第一位得到冠軍的亞洲人  。
曾創辦台灣魔術發展協會，開啟台灣魔術人才培訓的管道。